# Lasioglossum hemichalceum
Lasioglossum hemichalceum là một loài Hymenoptera trong họ Halictidae. Loài này được Cockerell mô tả khoa học năm 1923.

## Hình ảnh

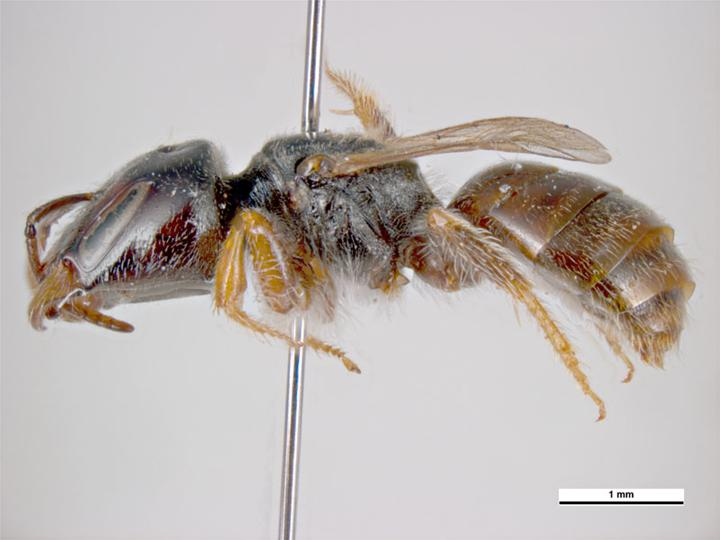